# Westwood Studios
Westwood Studios (1985-2003) va ser una empresa desenvolupadora de videojocs, creada el 1985 com a Westwood Associates per Brett Sperry i Louis Castle, i ubicada a Las Vegas, Nevada.
Els primers projectes de l'empresa consistien obtenir feines d'altres empreses com Epyx i Strategic Simulations (SSI), en la conversió de títols de sistemes de 8 bits a 16 bits com Commodore Amiga i Atari ST.

## Videojocs desenvolupats per Westwood
- Battletech: The Crescent Hawk's Inception
- Blade Runner Adaptació d'una pel·lícula a un videojoc.
- Circuit's Edge, una adaptació de la novel·la de George Alec Effinger que s'anomena When Gravity Fails
- Command & Conquer (la saga)
- DragonStrike un simulador de combat aeri en 3D amb dracs.
- Dune II (1992)
- Dune 2000 (1998)
- Emperor: Battle for Dune (2001)
- Earth & Beyond
- Eye of the Beholder (la saga)
- Lands of Lore (la saga)
- The Legend of Kyrandia (la saga)
- Nox
- Pirates: The Legend of Black Kat
- Young Merlin